# Gmina Łapanów
Die Gmina Łapanów ist eine Landgemeinde im Powiat Bocheński der Woiwodschaft Kleinpolen in Polen. Ihr Sitz ist das gleichnamige Dorf.

## Gliederung
Zur Landgemeinde (gmina wiejska) Łapanów gehören folgende 17 Dörfer mit einem Schulzenamt:
Boczów
Brzezowa
Chrostowa
Cichawka
Grabie
Kamyk
Kępanów
Kobylec
Lubomierz
Łapanów
Sobolów
Tarnawa
Ubrzeż
Wieruszyce
Wola Wieruszycka
Wolica
Zbydniów
Eine weitere Ortschaft der Gemeinde ist Grobla.